# El telo y la tele
El telo y la tele es una película cómica argentina estrenada el 18 de abril de 1985 dirigida por Hugo Sofovich y protagonizada por un gran elenco de actores en las que se encuentran Moria Casán, Jorge Martínez, Carmen Barbieri, Javier Portales, Haydée Padilla, Mario Sánchez, Tristán, Mario Sapag y Emilio Disi, entre otros. 
El tema Palabras, Palabras, que popularizó Silvana Di Lorenzo en Argentina, fue seleccionado para la apertura del filme.

## Sinopsis
La historia transcurre en un albergue transitorio llamado CIP (Centro Integral del Placer) en donde los huéspedes no saben que por todas partes instalaron cámaras de televisión y los videos que se registran terminan siendo de utilidad para un congreso internacional de sexología (P.E.N.E).
Una comedia ligera, que coincide con una clase de cine concebido en los primeros tiempos de la vuelta de la democracia a la Argentina.
Incluye algunos desnudos ligeros, que fueron quizás de los primeros que el cine argentino se atrevió a mostrar sin la censura imperante en el país en esos años.

## Reparto
| Actor                    | Personaje                                                |
| ------------------------ | -------------------------------------------------------- |
| Moria Casán              | Moria                                                    |
| Jorge Martínez           | Héctor Armando                                           |
| Carmen Barbieri          | Secretaria de Héctor                                     |
| Javier Portales          | Jorge                                                    |
| Haydée Padilla           | Elsa                                                     |
| Mario Sánchez            | Mario, mecánico                                          |
| Tristán                  | Cliente                                                  |
| Mario Sapag              | Él mismo, imitaciones de Caputo y Alfonsín               |
| Emilio Disi              | Cliente actor                                            |
| Elvia Andreoli           | Clienta actriz                                           |
| Mario Castiglione        | Kiosquero, esposo de Josefína                            |
| Luisa Albinoni           | Josefína / "Adelita"                                     |
| Dalma Milebo             | Mabel, paciente del psicoanalista                        |
| Julio López              | Psicoanalista                                            |
| Adrián Martel            | Cacho Capelli, futbolista                                |
| Amalia "Yuyito" González | Adriana, reportera                                       |
| Silvia Pérez             | Primera amante del colectivero                           |
| Víctor Bó                | Colectivero                                              |
| Ricardo Espalter         | Técnico instalador de cámaras                            |
| Thelma Stefani           | Senadora Palma                                           |
| Guillermo Francella      | Diputado Giménez Torrado                                 |
| Jorge Troiani            | Ayudante del director Suárez, imitador relator de fútbol |
| Gogó Andreu              | Sr. Capotutti                                            |
| Bettina Vardé            | Segunda amante del colectivero                           |
| Julio Fedel              | Encargado de la casa de masajes                          |
| Dorys Perry              | Amiga de la amante del colectivero                       |
| Delfor Medina            | Publicista Ángel Traseri                                 |
| Jesús Berenguer          | Gerente del hotel                                        |
| Miguel Jordán            | Suárez, director del camión de exteriores                |
| Jean Pierre Noher        | Empleado del Telo                                        |
| Judith Gabbani           | Judith, secretaria de Capotutti                          |
| Alberto Busaid           | Profesor Bergali                                         |
| Gino Ochoa               | Dr. Mastur                                               |
| Ricardo Morán            | Mecánico, amigo de Mario                                 |
| Tito Mendoza             | Mecánico, amigo de Mario                                 |
| Ana Marelli              | Ana Marelli                                              |
| Tandarica                | Mozo                                                     |
| Aldo Bigatti             | Dr Chacabuco                                             |
| Ivan Grey                | Camarada Garcovich                                       |
| Leon Barthie             | Leon Barthie                                             |
| Raquel Álvarez           | Dra. Franelli                                            |
| Hellen Grant             | Srta. Maschio                                            |
| Adriana Dorian           | Adriana Dorian                                           |
| Carlos Isse              | Mecánico                                                 |
| Claudia Gard             | Claudia Gard                                             |
| Pepe Diaz Lastra         | Periodista                                               |